# Ricarda Lobe
Ricarda Lobe (ur. 13 kwietnia 1994 w Landau) – niemiecka lekkoatletka specjalizująca się w biegach płotkarskich.
Lekkoatletykę zaczęła uprawiać w wieku 6 lat w TV Nußdorf, jej pierwszym trenerem był Lothar Grimmeißen. W wieku 13 lat skupiła się na biegach płotkarskich. W 2014 trafiła do klubu MTG Mannheim. Jej trenerem jest Rüdiger Harksen.
22 maja 2016 we Flieden wypełniła normę olimpijską (13,00 s) w biegu na 100 m przez płotki czasem 12,89 s, jednakże 8 czerwca 2016 wyniki zawodów zostały unieważnione.
Złota medalistka mistrzostw Niemiec w sztafecie 4 × 100 m z 2015 i 2016 oraz brązowa w biegu na 100 m przez płotki z 2016. Brązowa medalistka halowych mistrzostw kraju w biegu na 60 m przez płotki.

## Rekordy życiowe
Na podstawie:
- 60 m (hala) – 7,42 s (Mannheim, 15 stycznia 2017)
- 60 m ppł (hala) – 7,99 s (Lipsk, 18 lutego 2017)
- 100 m – 11,53 s (Mannheim, 18 lipca 2017) / 11,44w (Kassel, 25 maja 2017)
- 100 m (ppł) – 12,91 s (Weinheim, 27 maja 2017)
- 200 m – 23,87 s (Pfungstadt, 3 sierpnia 2016)